# Cámara de Comercio de Valencia
Cámara Valencia, cuya denominación completa es Cámara Oficial de Comercio, Industria, Servicios y Navegación de Valencia, es una corporación de derecho público, colaboradora de las Administraciones Públicas, dedicada a prestar servicios a las empresas, en especial las pymes, así como representar, promocionar y defender los intereses generales del comercio, los servicios, la industria y la navegación.  Entre sus principales líneas de actuación está la creación de empresas, la competitividad, la innovación, la internacionalización, la formación, el empleo, la mediación y el arbitraje. Su ámbito de actuación es la provincia de Valencia.

## Origen e historia
La Cámara de Comercio de Valencia se fundó a finales del siglo XIX (en el año 1887) junto al resto de Cámaras de Comercio, Industria y Navegación. Todas ellas vinieron a sustituir a las organizaciones gremiales ya extinguidas con el objetivo de representar los intereses generales de las empresas que forman parte del sector comercial y del sector servicios de la Comunidad Valenciana.
Su implantación es provincial y la obligatoriedad de adhesión para las personas naturales o jurídicas que forman parte del sector comercial desapareció con la entrada en vigor del Real Decreto 13/2010. A partir de esta fecha, desaparece el llamado Recurso Cameral Permanente. 
Las funciones de la Cámara de Comercio de Valencia siempre han pasado por defender los intereses de los comerciantes y velar por el aumento de la productividad y la competitividad de las empresas de la Comunidad Valenciana. Para ello, la Cámara pone a disposición de los empresarios:
- Servicios para empresas.
- Representación, promoción y defensa de los intereses del comercio, industria y navegación.
- Otra serie de competencias de carácter público previstas en la Ley y asignadas por la Administración Pública.

Todo ello tiene lugar a partir de servicios relacionados con el comercio disponibles en la página web de la Cámara y en su sede central física, localizada en la Calle Poeta Querol 15, en la ciudad de Valencia. 

## Órganos de gobierno y datos de cargos actuales
La Cámara de Comercio de Valencia se rige en función de los siguientes órganos de gobierno:

### Pleno
Es el órgano supremo de gobierno y representación que tiene como función principal la aprobación del presupuesto, la determinación de la política de la institución y la designación del Comité Ejecutivo y el presidente.
Se compone de sesenta personas del sector de reconocido prestigio:
- Cuarenta vocales que son elegidos democráticamente cada cuatro años por medio de sufragio libre, directo y secreto entre todos los electores.
- Doce vocales que designan las empresas que realizan una mayor aportación económica voluntaria.
- Ocho vocales que designan personas prestigiosas del sector en Valencia.

### Comité Ejecutivo
Es el órgano de gestión y administración de la Cámara de Valencia. En él se incluyen el presidente, dos vicepresidentes, un tesorero y cinco vocales.
Actualmente el presidente de la Cámara de Comercio de Valencia es José Vicente Morata Estragués y le acompaña como director gerente Jorge Linares Ferrán. La secretaria general es Ana Encabo Balbín.

### Comisiones y Grupos de Trabajo
Las Comisiones se subdividen en sectores de actividad, como son Asuntos Marítimos, Edificación y Urbanismo, Energía, Medio Ambiente, Logística y Transporte, etc.
Los Grupos de Trabajo son limitados en el tiempo y no trabajan de forma permanente dado que su objetivo es analizar cuestiones específicas que surgen en un momento determinado.

## Comisiones y Grupos de Trabajo
Las Comisiones se subdividen en sectores de actividad, como son Asuntos Marítimos, Edificación y Urbanismo, Energía, Medio Ambiente, Logística y Transporte, etc.
Los Grupos de Trabajo son limitados en el tiempo y no trabajan de forma permanente dado que su objetivo es analizar cuestiones específicas que surgen en un momento determinado.

## Funciones de la Cámara
La Cámara de Comercio de Valencia impulsa el progreso del sector comercial de la zona a través de diferentes servicios y actividades:

### Formación
Ofrece cursos, seminarios, jornadas, programas superiores y Másteres, entre los que destaca su MBA. Estos programas formativos se imparten en su Escuela de Negocios, que cuenta con profesores de prestigio a nivel nacional e internacional.
Destacan los siguientes nombres en el equipo docente de la Escuela de Negocios Cámara Valencia:
- Mario Weitz, Doctor en Economía por la American University (USA) y economista del Fondo Monetario Internacional (USA) y del Banco Mundial.
- Pedro J. Ramírez, prestigioso periodista español con una dilatada experiencia profesional es el responsable del área de Empresa y Comunicación.
- Isabel Aguilera, expresidenta de Google Iberia, cuenta en su CV con una extensa trayectoria profesional como directiva de varias compañías internacionales. También es reconocida por su experiencia docente en prestigiosas Escuelas de Negocios cono ESIC, ESADE o el Instituto de Empresa.
- Manuel Pimentel es profesor responsable del área de Gestión del Talento de los programas Másteres. Fue Ministro de Trabajo y Asuntos Sociales y se distingue por colaborar en la creación de múltiples empresas en sectores innovadores como la tecnología, ingeniería o el medio ambiente.
- Agustín Medina, autor de numerosos libros sobre Publicidad y expresidente Asociación Española de Agencias de Publicidad. Es un reconocido por ser el creador de importantes campañas publicitarias y tiene en su haber el Premio de Honor del Club de Creativos de España.

La Escuela de Negocios Cámara Valencia representa el servicio de la formación especializada y contribuye a la actualización de conocimientos de los empresarios, autónomos y/o profesionales valencianos.
Los programas que forman la oferta formativa de la Escuela de Negocios están diseñados para ofrecer contenidos adaptados a las necesidades de los trabajadores, directivos y empresarios. Las acciones formativas se caracterizan por ser innovadoras, prácticas y aplicadas al tejido empresarial valenciano.
La Escuela de Negocios está localizada en el Parque Tecnológico de Valencia. El edificio tiene una capacidad para acoger a 916 alumnos, 15 aulas, 8 salas de reuniones y 1 sala de Congresos.

### Bolsa de Empleo
Es un servicio cuya finalidad es ser punto de encuentro entre empresas que muestran sus ofertas de empleo y los demandantes de puestos de trabajo de la Comunidad Valenciana. La bolsa de empleo' de la Cámara es una plataforma donde las empresas acceden a candidatos con talento certificado de España o internacionales.
Los demandantes de empleo tienen la posibilidad de registrase y acceder a las ofertas de empresas valencianas en tiempo real. 

### Servicios para Empresas

#### Asesoramiento
Asesorar y guiar a las PYMEs y emprendedores de la provincia de Valencia sobre los temas más relevantes relacionados con la gestión y administración empresarial, con la finalidad de potenciar la creación de empleo, la industrialización de zonas de la comarca valenciana y el desarrollo de empresas a nivel autonómico, nacional o internacional.

#### Club Cámara
Es un servicio de la Cámara que ofrece a las empresas de la provincia de Valencia cuyo objetivo es impulsar la competitividad, la expansión internacional y la actualización de conocimientos en gestión empresarial. La Cámara a través de este servicio proporciona espacios de negocios, información sobre eventos de networking, herramientas de comunicación, etc.

#### Corte de arbitraje y mediación
Servicio para la resolución de conflictos empresariales y atención a empresarios de la zona en la solución de conflictos comerciales.
El arbitraje es una herramienta para que las empresas y/o autónomos puedan resolver sus conflictos sin acceder a la vía judicial. Este servicio proporciona a las empresas resolver sus discrepancias con un proceso eficiente y breve en el tiempo, protegiendo los intereses de ambas partes. 
La mediación es un procedimiento guiado por una figura imparcial e independiente en el que utilizando técnicas de negociación se trata de llegar a un acuerdo beneficiosos para ambas partes. Este instrumento se suele utilizar en conflictos de forma previa para evitar la corte de arbitraje o en el peor de los casos, hacer uso de los tribunales de justicia.

#### Emprendimiento
Servicio de asesoramiento a los emprendedores sobre el proceso de creación de empresa, desde la idea inicial de negocio hasta la constitución jurídica. Los emprendedores pueden consultar todo tipo de dudas y reciben ayuda e información sobre cómo crear el plan de empresa, la forma jurídica más apropiada, las obligaciones fiscales y facilitan los trámites para la constitución de la organización empresarial.

#### Información sobre ayudas y subvenciones
A través de la Cámara de Comercio, Industria, Servicios y Navegación de Valencia las empresas de cualquier sector pueden acceder a toda la información actualizada sobre subvenciones y ayudas disponibles para PYMES o emprendedores a nivel autonómica o nacional. Asimismo, la cámara ofrece asesoramiento sobre los tipos de financiación existentes, tanto pública como privada, para las empresas que necesiten este servicio.
Los empresarios también pueden solicitar ayuda y asistencia durante el proceso de tramitación de dicha subvención.

### Infraestructuras
La Cámara de Comercio de Valencia busca las mejores opciones de infraestructuras que permitan mejorar la actividad empresarial de la provincia. Recientemente se ha unido a la Cámara de Comercio de Murcia para hacer un frente común para la finalización del Corredor Mediterráneo. Esta unión quiere impulsar la finalización de las obras aún pendientes y también la planificación de nuevos proyectos dentro del Corredor que ayuden a fomentar la modernización del turismo en la Comunidad Valenciana y en Murcia.